# Mary Leakey
Mary Leakey, född 6 februari 1913 i London, Storbritannien, död 9 december 1996 i Nairobi, Kenya, var en brittisk antropolog och arkeolog, verksam i Kenya.
Hon fann 1978 de berömda fotspåren i Laetoli, Tanzania. Fotspåren är gjorda av två upprättgående individer av arten Australopithecus afarensis, och har daterats till att vara ca 3,5 miljoner år gamla.
Leakey invaldes 1980 som utländsk ledamot av Kungliga Vetenskapsakademien.
Asteroiden 7958 Leakey är uppkallad efter henne.

## Familj
Mary Leakey var gift med Louis Leakey. Hon blev mor till Richard Leakey.